# Oberes Schloss (Alfdorf)

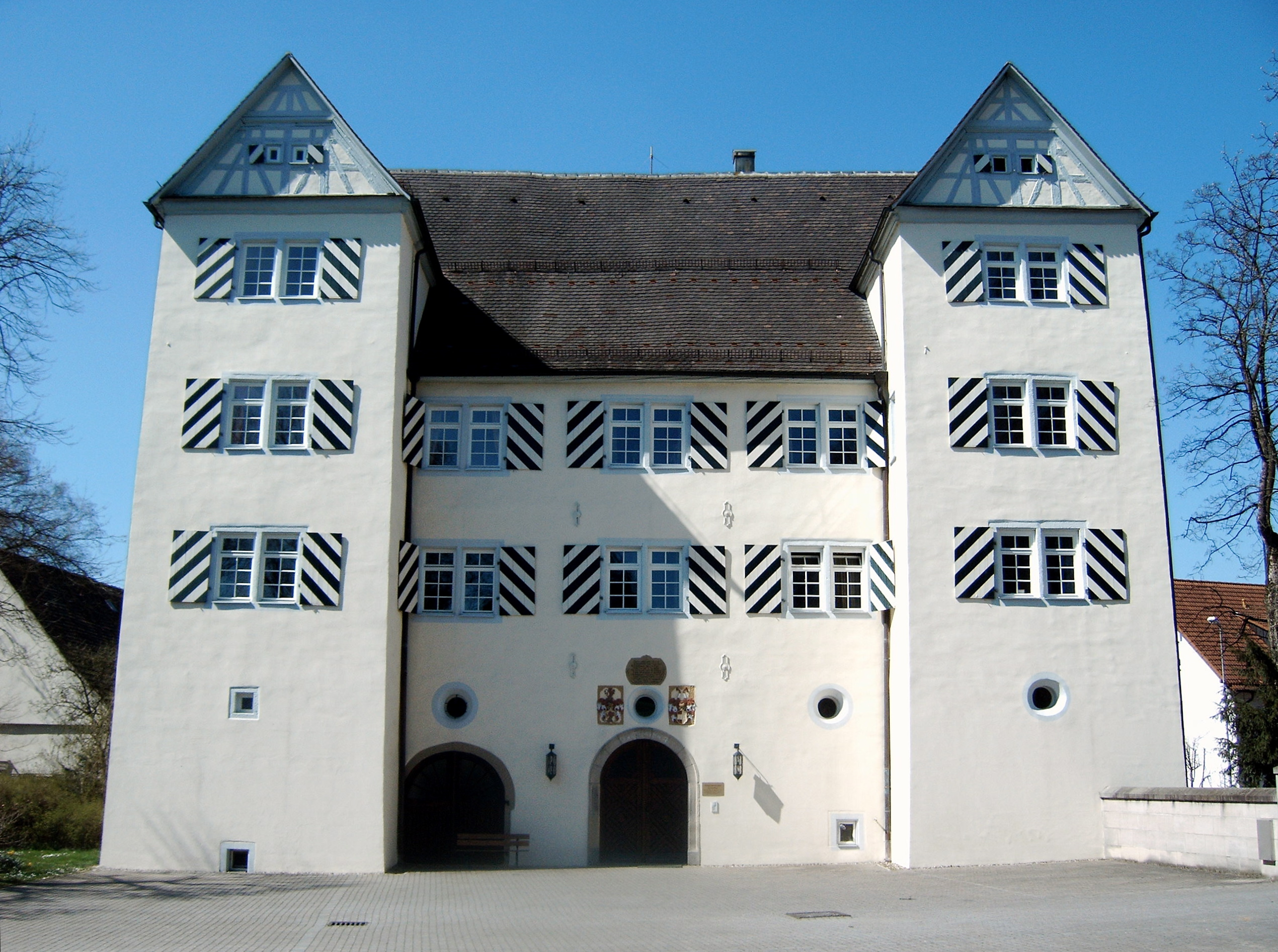
Oberes Schloss, heute Rathaus

Das Obere Schloss in Alfdorf im Rems-Murr-Kreis ist ein Anfang des 17. Jahrhunderts erbautes Schloss.

## Geschichte
Das Schloss wurde 1602 von Philipp von Neuhausen und seinem Schwager Joachim Berchtold von Roth erbaut, deren Wappen sich als Reliefs am heutigen Haupteingang auf der Ostseite des Gebäudes erhalten haben. Eine Inschrift über dem Haupteingang lautet:  
Nach der geburt Christi 1602 Jar / Diß new Adenlich Haus Erbauet War / In Gottes Namen durch den Edlen / Philips Von und zu Newhausen / Mit hilff des auch Edlen und gestrengen / Joachim Berchtold des Kriegsholden / Und Wolgeuebten Hauptmanns von Rott / Daselb Bewahren Woll der Herre Gott / Mit Sambt dem ein Und außgang alzeit / Von jetzt an Biß in Ewigkeit. 

Das Schloss wurde als rechteckiges, dreigeschossiges Steinhaus mit Satteldach und zwei viergeschossigen Türmen an beiden Ecken der Ostseite errichtet. An der Westseite wurde nachträglich ein Mittelrisalit angefügt, der heute als Treppenhaus dient. Zum Schlossgelände gehörten damals noch ein ummauerter Park. Bereits 1614 wurde der Anteil Philipp von Neuhausens am Schloss von Herzog Johann Friedrich von Württemberg gekauft. Von 1618 bis 1630 war Hans Caspar Diemar aus Lindach mit dem Schloss belehnt. 1639 wurde Georg Friedrich vom Holtz von Herzog Eberhard III. mit dem Schloss für geleistete Kriegsaufwendungen belehnt. 1775 wurde eine Brauerei aus verputztem Fachwerk westlich des Schlosses gebaut, die bis ca. 1864 zum Schloss gehörte. Um 1845 wurde das Schloss renoviert und befand sich 1871 im Besitz von Götz von Holtz und seiner Ehefrau Sophie von Gemmingen, wie man am Westeingang erkennen kann. Seit 1986 befindet sich im Schloss das Rathaus der Gemeinde Alfdorf. 

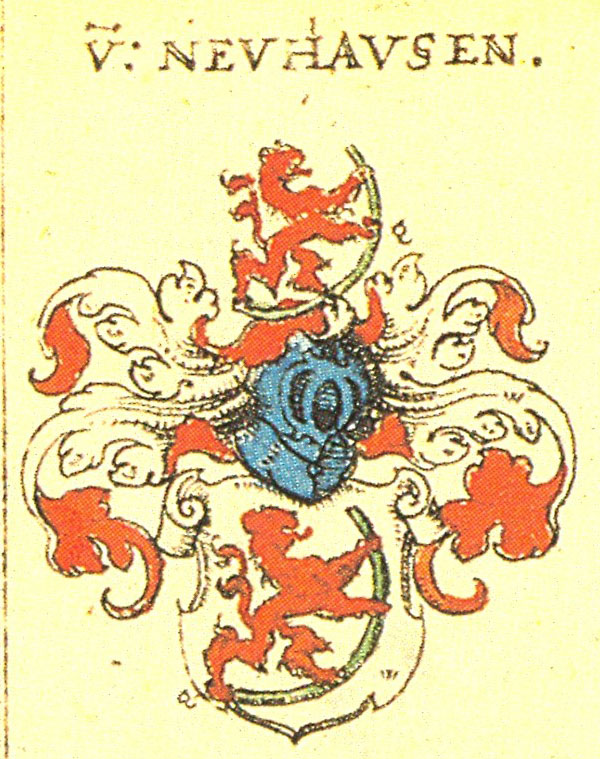
Wappen derer von Neuhausen
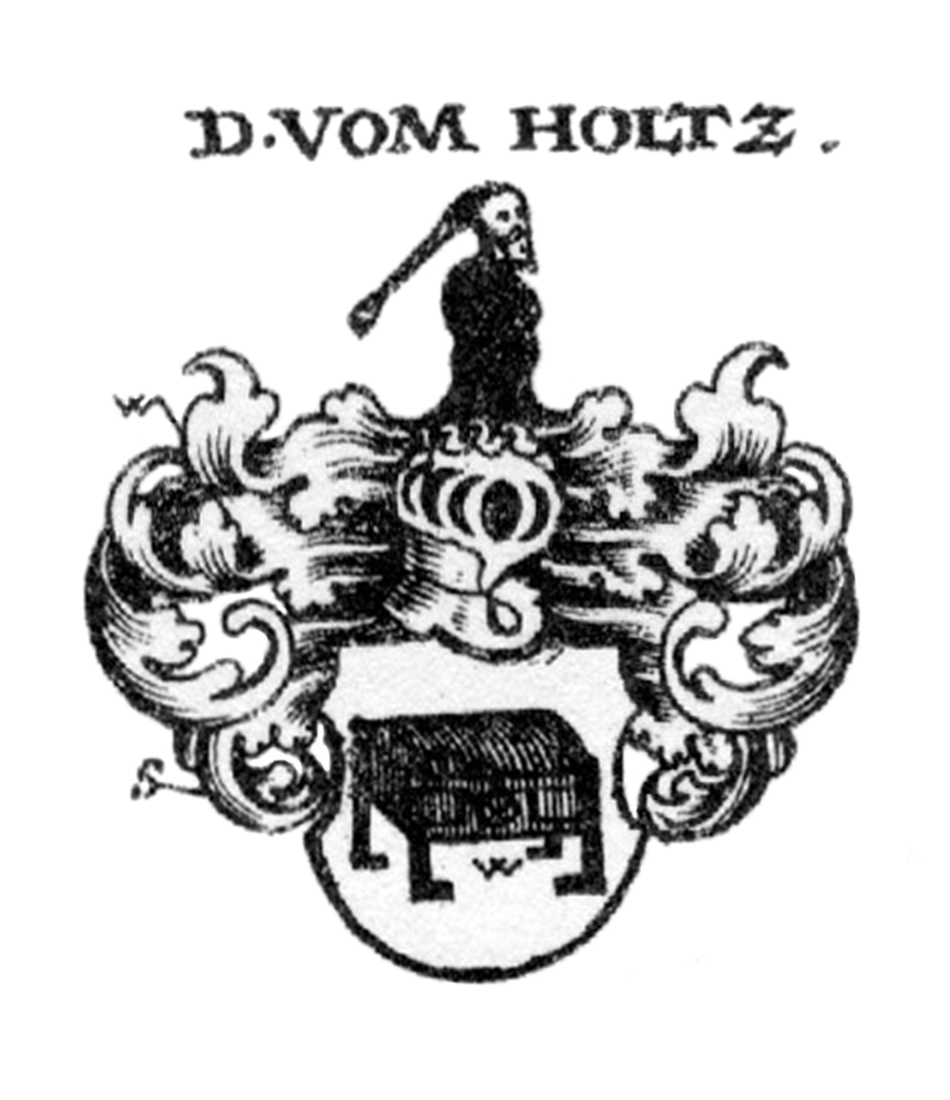
Wappen derer vom Holtz